# Kaponan (Mlarak)
Kaponan is een bestuurslaag in het regentschap Ponorogo van de provincie Oost-Java, Indonesië. Kaponan telt 2480 inwoners (volkstelling 2010).